# Пятисложник
Пятисло́жник — размер, присущий русскому народному стиху, а также «один из старейших неклассических размеров русской поэзии» (М. Л. Гаспаров). В XX в. получил название «кольцовский», по имени русского поэта А. В. Кольцова, у которого был одним из любимых стихотворных размеров. Строфы народных пятисложников, а также пятисложники в поэзии XIX века, построены без рифмы (белый стих).

## Краткая характеристика
Стиховеды дают различные интерпретации пятисложника. Чаще всего его рассматривают как единую пятисложную стопу с двумя акцентами: обязательным на третьем слоге и факультативными — на первом или пятом (редко — на втором).
Пятисложник иногда трактуют также как двухстопный хорей или одностопный амфибрахий с дактилическим окончанием, а при нарушении стихоразделов — как дольник (отсюда другое его название — «пятидольник»).

## Исторический очерк
Полагают, что пятисложник развился из общеславянского 10-сложника (5+5) и исторически впервые прочно зафиксирован в русских народных песнях, на материале которых был выделен (в 1817 году) Д. П. Самсоновым и назван «сугубым амфибрахием» (Самсонов трактовал пятисложник как единую амфибрахическую стопу с расширением, то есть UU—́UU). В XX в. был известен под названием «кольцовский пятисложник», так как именно Кольцов использовал его особенно широко.
Пятисложник вошел в литературу через имитации народной песни, впервые у Н. А. Львова в 1790-е гг. («Как бывало ты в темной осени…»). Помимо Кольцова народным пятисложником увлекались многие русские поэты XIX в., среди них Е. П. Ростопчина, Е. П. Гребёнка («Очи черные»), С. Д. Дрожжин, Н. Г. Цыганов, И. С. Никитин, А. К. Толстой.
Музыку на пятисложники писали великие русские композиторы, в том числе М. И. Глинка (хор «Лель таинственный» из оперы «Руслан и Людмила», финал I действия), М. П. Мусоргский (песня «Светик Савишна» на собственные стихи и песня «Отчего, скажи, душа-девица» на стихи Кольцова), П. И. Чайковский («Кабы знала я, кабы ведала»), С. В. Рахманинов («Полюбила я на печаль свою»).
Во второй половине XIX и в XX вв. интерес к пятисложнику у профессиональных поэтов снизился. Плещеев, который в 1860-х гг. перекладывал (украинскую) поэзию «Кобзаря», уже использовал пятисложник как намеренную «русскую» стилизацию (в оригинале у Т. Шевченко никакого пятисложника нет). Редкий пример использования пятисложника в этот период вне фольклорных стилизаций — у позднего Тютчева, в переводе из Гейне («Если смерть есть ночь, если жизнь есть день…»).
В начале XX века встречаются примеры использования пятисложника в экспериментальной (нетипичной) форме, например, у К. Д. Бальмонта («Творцам сих садов»), И. Северянина («Кокетта»), Г. А. Шенгели («Барханы», пятисложник U—́UUU) и др. Наиболее известный пример из советской поэзии — стихи к песне «Подмосковные вечера» (Не слышны́ в саду / Даже шо́рохи) М. Л. Матусовского. Пятисложник составляет основу некоторых стихов А. А. Галича; правда, в отличие от народного пятисложника одна стопа у него не отбивается от другой словоразделом, но сдвоенные стопы сливаются в единый дольниковый ритм («Разобрали вен/ки на веники»).

## Примеры
Фольклорный (сдвоенный) пятисложник:

Как на матушке, на Неве-реке,
На Васильевском славном острове.— Сборник песен М. Чулкова
В профессиональной поэзии:

Раззудись, плечо!
Размахнись, рука!
Зажужжи, коса,
Как пчелиный рой!

Молоньёй, коса,
Засверкай кругом!
Зашуми, трава,
Подкошонная…— А. В. Кольцов

О, страдатели, насаждатели,
о, садовники сих садов,
С разнородными вам породами
бой готовится, бой готов.— К. Бальмонт («Творцам сих садов»)

Разобрали венки на веники,
На полчасика погрустнели…
Как гордимся мы, современники,
Что он умер в своей постели!

И терзали Шопена лабухи,
И торжественно шло прощанье…
Он не мылил петли в Елабуге
И с ума не сходил в Сучане.— А. Галич («Памяти Пастернака»)